# Gare de Flavy-le-Martel
Gare de Flavy-le-Martel vasútállomás Franciaországban, Flavy-le-Martel településen.

## Vasútvonalak
Az állomást az alábbi vasútvonalak érintik:
- Amiens-Laon-vasútvonal

## Kapcsolódó állomások
A vasútállomáshoz az alábbi állomások vannak a legközelebb:
- Gare de Ham
- Gare de Mennessis